# ترغیب دوستانه (فیلم ۱۹۵۶)
ترغیب دوستانه (به انگلیسی: Friendly Persuasion) فیلمی ۱۳۷ دقیقه‌ای به کارگردانی ویلیام وایلر با بازی گری کوپر است.